# Starotorze
Starotorze – miejsce, w którym przebiegały tory kolejowe lub tramwajowe, pozostałości po rozebranym torze, m.in. nasypy, przekopy, budowle inżynierskie. Starotorza są wykorzystywane do budowy np. ścieżek rowerowych.

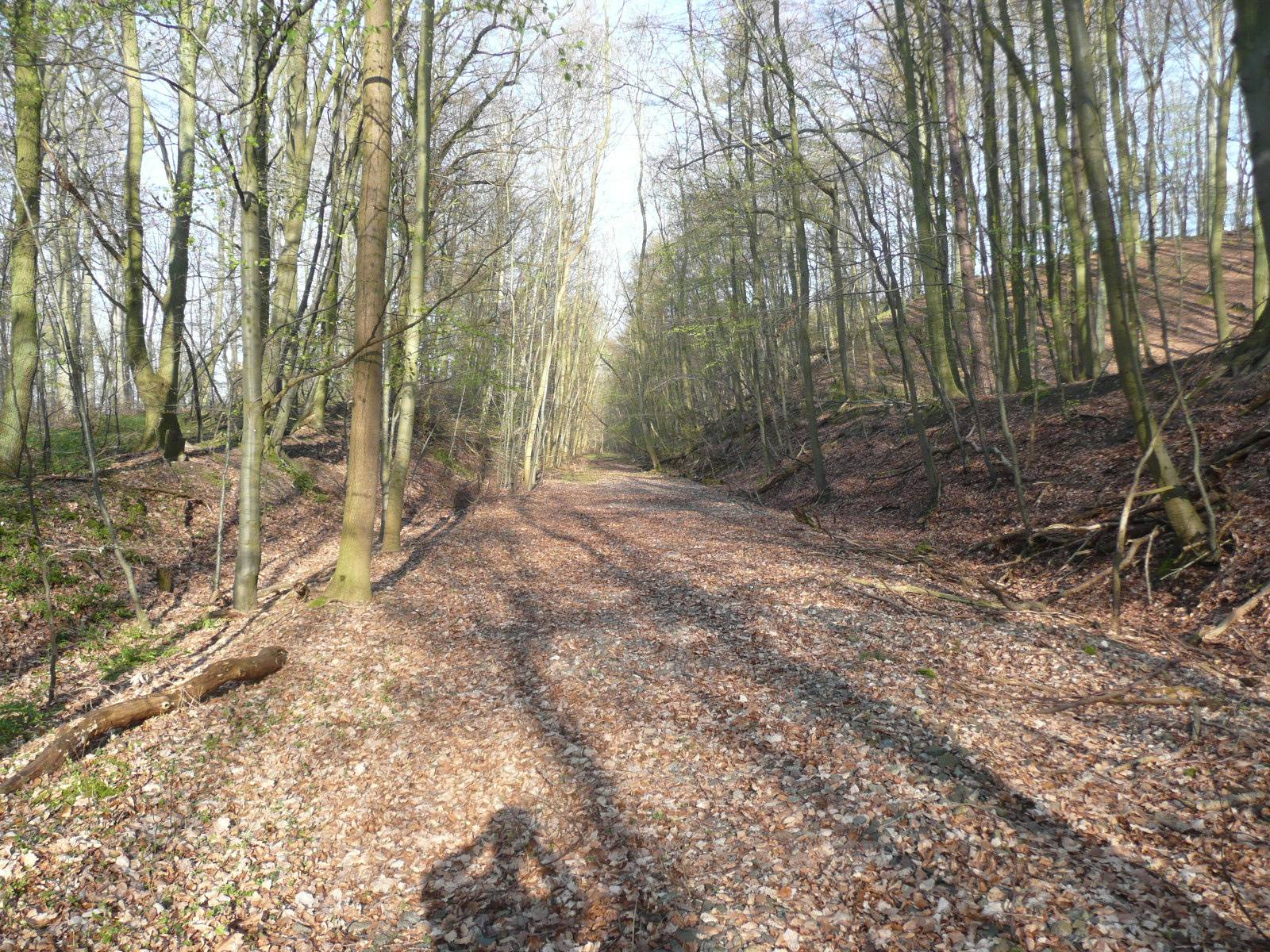
Starotorze linii kolejowej Ducherow – Świnoujście Główne
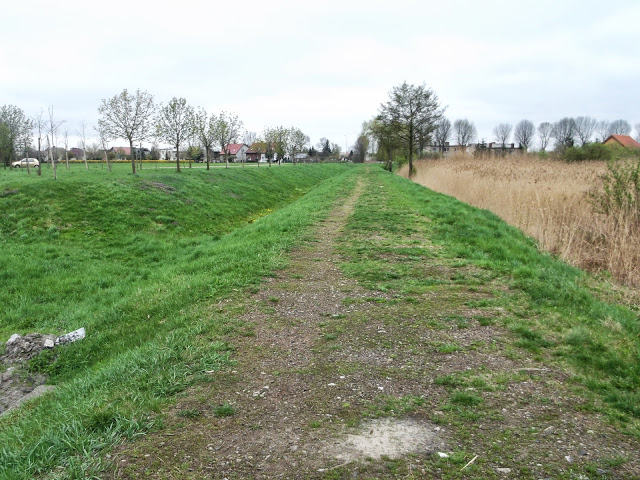
Starotorze po linii kolejowej nr 376 w Opalenicy
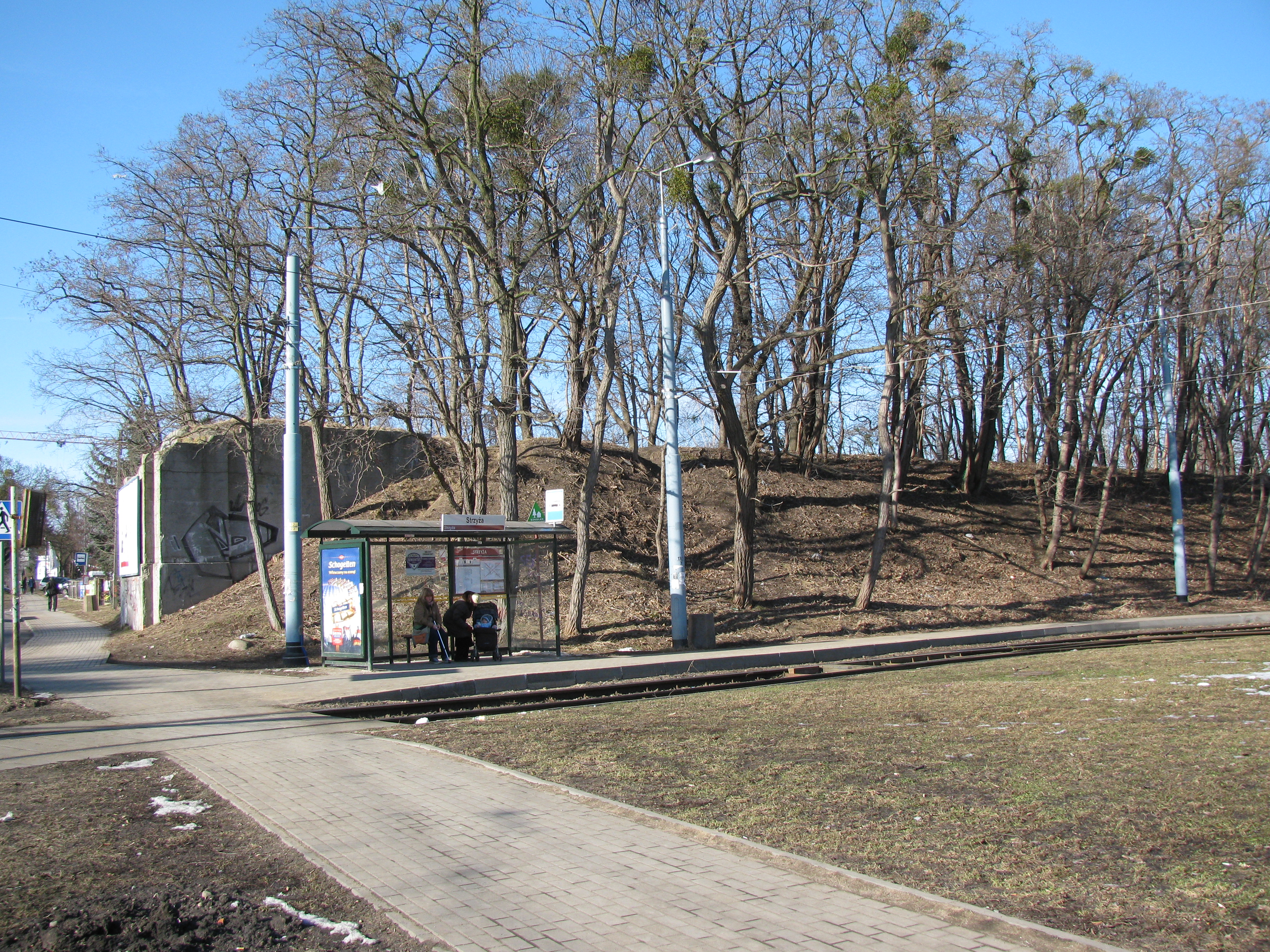
Starotorze za przystankiem tramwajowym w gdańskiej Strzyży. Zdjęcie archiwalne, obecnie jest tu linia nr 248 oraz przystanek Gdańsk Strzyża